# Sabana arbolada de los montes Al Hajar
La sabana arbolada de los montes Al Hajar es una ecorregión de la ecozona afrotropical, definida por WWF, que se extiende por las montañas del noreste de Omán.

## Descripción
Es una ecorregión de pradera que ocupa 25.500 kilómetros cuadrados en los montes Al Hajar, que se extienden del noroeste al sureste en un arco de 500 kilómetros paralelo a la costa del golfo de Omán.
La ecorregión se encuentra rodeada por el desierto y semidesierto del golfo de Omán, salvo en el extremo sur, que limita con el arenal de Wahiba, enclave de la ecorregión denominada desierto y monte xerófilo de Arabia y el Sinaí.

## Estado de conservación
En peligro crítico. Las principales amenazas son el pastoreo, la minería y la caza furtiva.